# Kristin Pudenz
Kristin Pudenz (Herford, 9 febbraio 1993) è una discobola tedesca.

## Palmares
| Anno | Manifestazione  | Sede     | Evento           | Risultato | Prestazione | Note                          |
| ---- | --------------- | -------- | ---------------- | --------- | ----------- | ----------------------------- |
| 2013 | Europei U23     | Tampere  | Lancio del disco | 4ª        | 55,31 m     |                               |
| 2015 | Europei U23     | Tallinn  | Lancio del disco | Bronzo    | 59,94 m     |                               |
| 2017 | Universiadi     | Taipei   | Lancio del disco | Oro       | 59,09 m     |                               |
| 2019 | Mondiali        | Doha     | Lancio del disco | 11ª       | 57,69 m     |                               |
| 2021 | Giochi olimpici | Tokyo    | Lancio del disco | Argento   | 66,86 m     | Miglior prestazione personale |
| 2022 | Mondiali        | Eugene   | Lancio del disco | 11ª       | 59,97 m     |                               |
| 2022 | Europei         | Monaco   | Lancio del disco | Argento   | 67,87 m     | Miglior prestazione personale |
| 2023 | Giochi europei  | Chorzów  | Lancio del disco | Oro       | 66,84 m     | [ 1 ]                         |
| 2023 | Giochi europei  | Chorzów  | A squadre        | Bronzo    | 387,5 p.    | [ 1 ]                         |
| 2023 | Mondiali        | Budapest | Lancio del disco | 6ª        | 65,96 m     |                               |
| 2024 | Giochi olimpici | Parigi   | Lancio del disco | 10ª       | 60,38 m     |                               |